# Vive le roi !
Pour les articles homonymes, voir Vive le roi.
Vive le roi ! ou Viva il Re ! dans sa version originale italienne est un jeu de société créé par Stefano Luperto et édité en français par Tilsit et daVinci Games.

## Contenu
- 1 plan de jeu représentant les étages d'un château
- 13 personnages
- 26 cartes d'objectif secret
- 18 cartes de votes (dont 6 oui et 12 de veto)
- 6 marqueurs de score
- 1 couronne.

## But du jeu
Le but du jeu est de faire le maximum de points après 3 manches, en essayant de placer au mieux ses partisans à la cour.

## Mise en place
Au début de chaque partie, les joueurs choisissent leur marqueur de points et reçoivent une carte oui de leur couleur et un nombre de veto.

## Déroulement d'une manche
Chaque manche se termine par l'élection du Roi.
Chaque joueur, à chaque manche reçoit un nouvel objectif secret, contenant la liste des 6 personnages de sa faction.
Au début d'une nouvelle manche, chacun à son tour, les joueurs disposent sur le plan segmenté en 5 étages, les figurines des personnages en n'oubliant pas qu'il ne peut y avoir plus de 4 figurines par étage.
Une fois l'installation terminée, commence le jeu. Chaque joueur peut faire monter d'un étage la figurine de son choix. Puis c'est au tour du joueur suivant
Si un joueur veut provoquer un vote pour l'élection au titre de roi, il doit monter une figurine au dernier étage. Les votes sont simultanés. Si une figurine ne remporte pas une unanimité de votes oui, elle est écartée de la manche; On écarte également les cartes de veto posées, les cartes de oui reviennent dans la main de leur propriétaire.
Si le roi est élu a l'unanimité, la manche se termine et les points son comptés, selon la position des personnages déterminés par la carte d'objectif secret sur le plan.
Les points sont marqués, et une nouvelle manche s'engage.

## Intérêt du jeu
Derrière une apparente simplicité des règles, se cache une profonde complexité tactique et psychologique.
N'introduisant pas ou peu de variable aléatoire, l'ensemble du jeu est basé sur le bluff et la détermination des objectifs secrets des joueurs. Une part de probabilité est en jeu, car chaque personnage représente une espérance de gain selon sa position sur le plan.
En réalité, l'unanimité est loin d'être difficile à obtenir, certains joueurs s'accordent rapidement sur un roi commun qui donne 10 point d'emblée. Néanmoins l'élection est souvent le lieu de l'échafaud. Il est parfois intéressant d'ouvrir un vote sur un personnage ennemi pour s'en débarrasser.
Les intrigues qu'il faut lire dans les yeux de l'adversaire, ainsi que le décryptage des actions et des réactions des joueurs, font de ce jeu simple et rapide, un jeu basé sur des facteurs humains, plutôt que sur la tactique.